# Senap

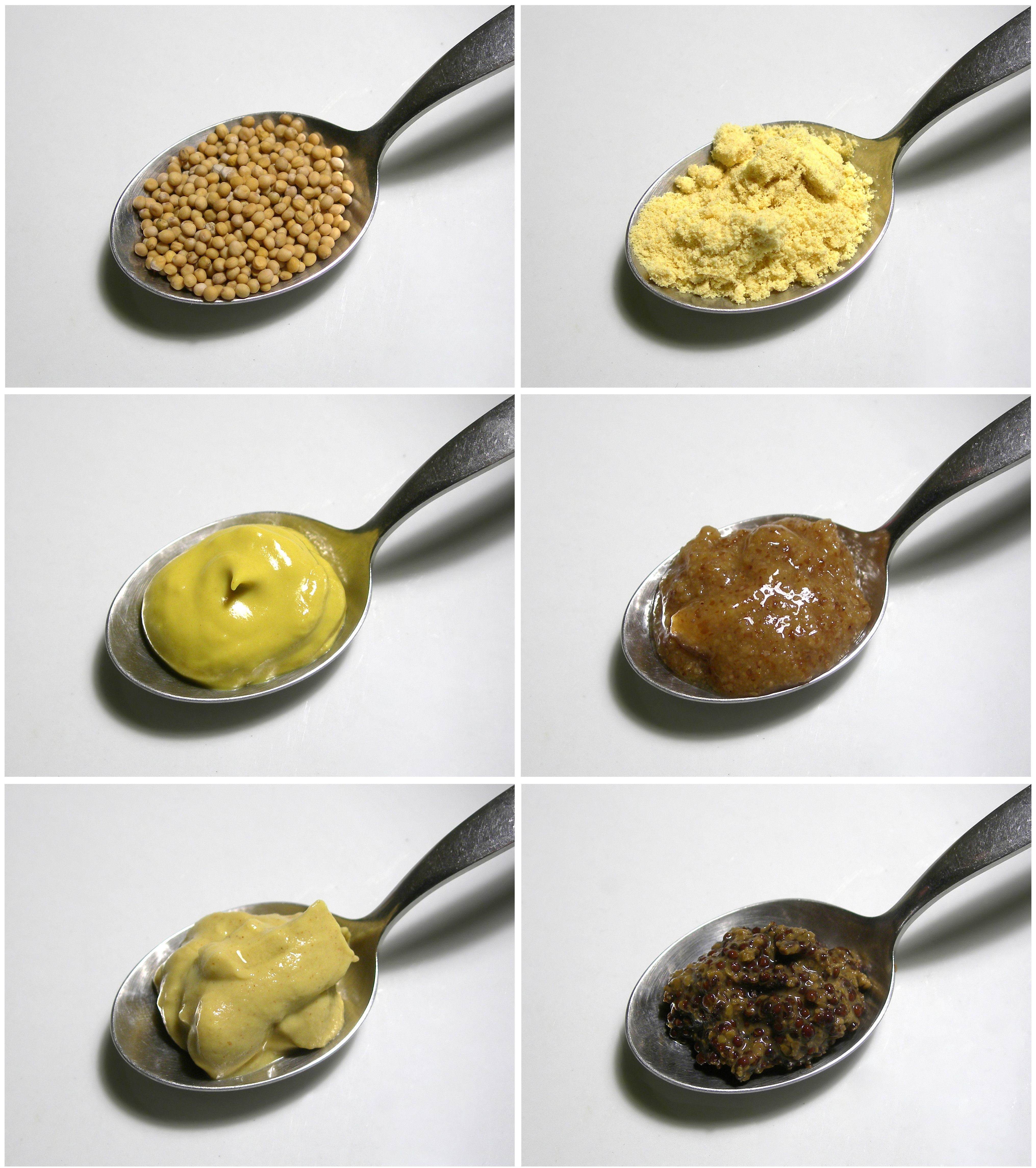
Överst hela och malda frön av vitsenap. I mitten en bordssenap färgad med gurkmeja och en söt bayersk senap. Nederst dijonsenap och en grov fransk senap gjord mestadels på svartsenap.

Senap (egentligen bordssenap, för att särskilja den från växterna i senapssläktet) är en kryddsås som utgörs av mer eller mindre krossade senapsfrön. De kan vara gula, från vitsenap (Sinapis alba), svarta, från svartsenap (Brassica nigra), eller bruna, från sareptasenap (Brassica juncea). Fröna blandas med huvudsakligen vinäger (i Sverige vanligtvis ättika), salt och socker. Även andra ingredienser kan förekomma, som whisky, vin, cider, öl, vetemjöl, honung, pepparrot samt andra kryddor. Förr har det förekommit förfalskningar, där åkersenap (Sinapis arvensis) ingått som utdrygning.
Senap är vanligt till korv, hamburgare, i ärtsoppa och gryträtter. Traditionell svensk julskinka griljeras med senap. Senap kan även ingå i majonnäs, hovmästarsås, Cumberlandsås, salladsdressingar och marinader. Omalda senapsfrön (oftast de gula) är en viktig ingrediens i traditionella inläggningar, exempelvis inlagd sill och ättiksgurka.
Förr användes senap även som läkemedel och ingick en tid som medicinalväxt i den svenska farmakopén. Av tradition säljs senap fortfarande på svenska apotek.

## Historia

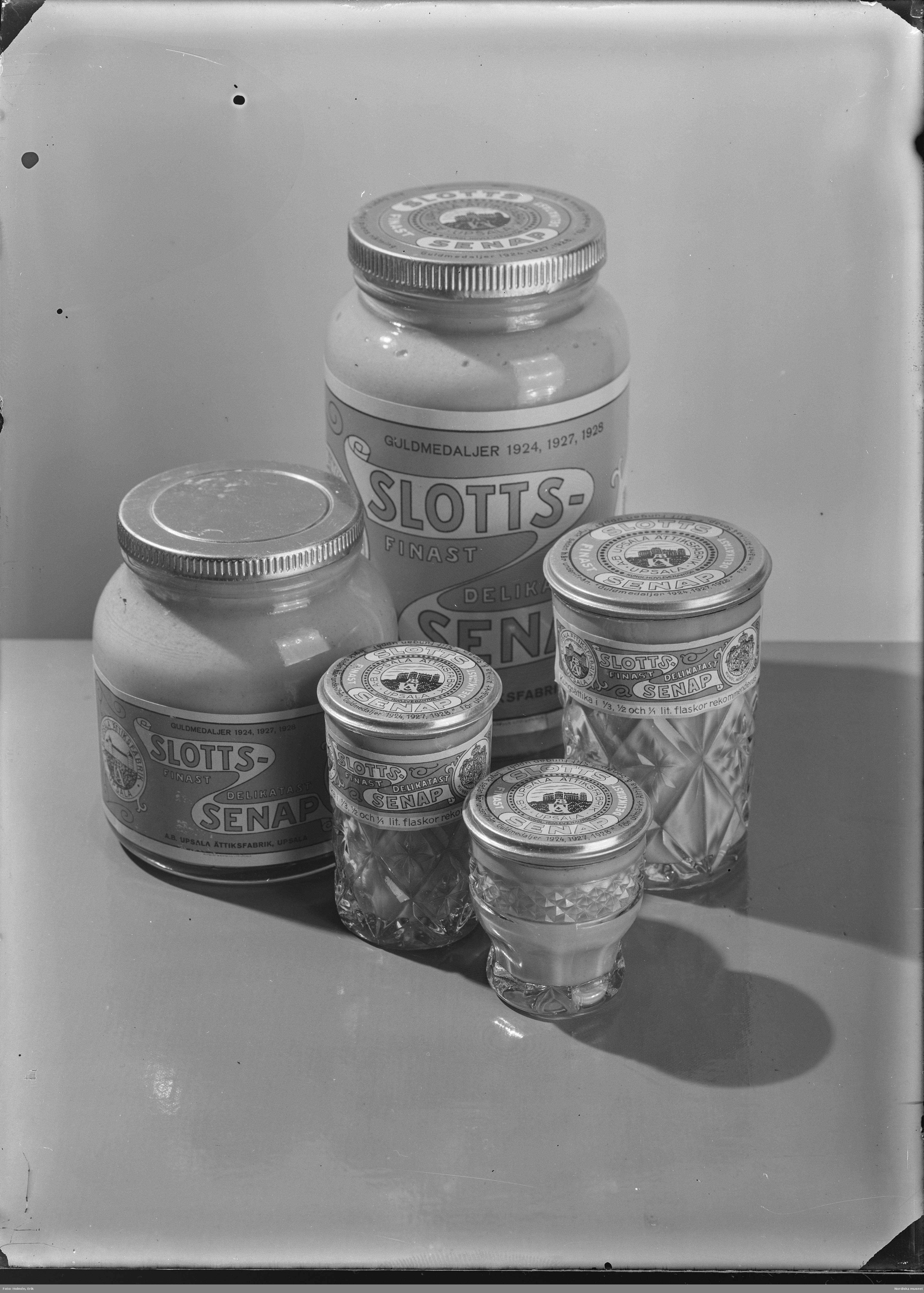
Slotts senap, produktfoto från NK 1933.

Senap som krydda är känd från bland annat indiska samhällen cirka 3000 f.Kr., men det var framför allt romarna som lärde sig uppskatta dess kulinariska möjligheter. Från Rom spred den sig snabbt till Frankrike.
I Norden blev senap en folklig krydda under medeltidens slut, då främst i Danmark och Skåne. I resten av Sverige var senapen länge en krydda för rikt folk.
Speciellt tillredde man den till julen som "skånsk senap", då frön från svartsenap krossades genom att en järnkula rullades över dem i en skål. Den första industriella tillverkningen inleddes 1920 av AB Upsala ättiksfabrik, som tillverkade "Slottssenap". Det som framför allt gav senapskonsumtionen i Sverige ett uppsving på 1950-talet var serveringen av senap som tillbehör till varmkorv.

## Olika typer av senap

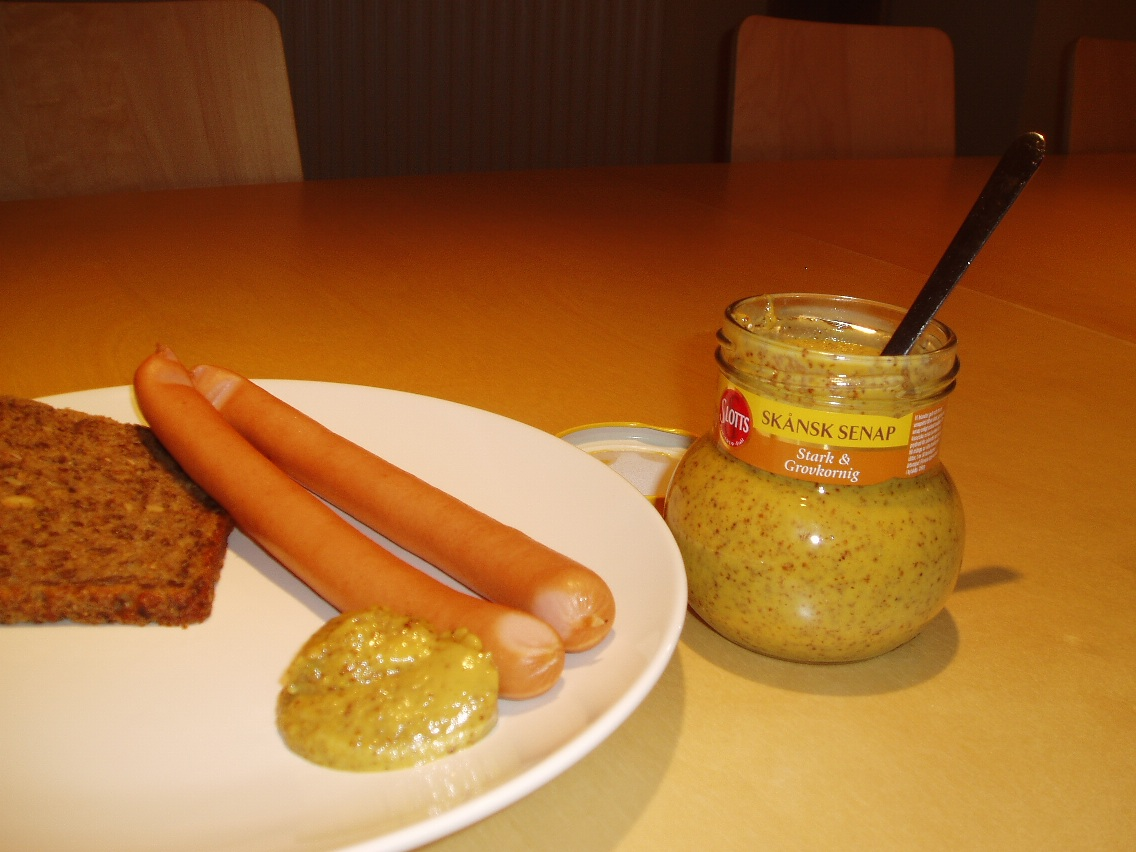
Skånsk senap, en grov svensk senap.

Senap görs vanligen på en blandning av frön från gul senap och svart senap. I Sverige är senapen ofta svagare och har en sötare karaktär än många andra länders senap. Detta kan jämföras med exempelvis fransk senap (speciellt dijonsenap) som ofta är skarp i smaken, inte alls söt och gjord på frö från svartsenapen.

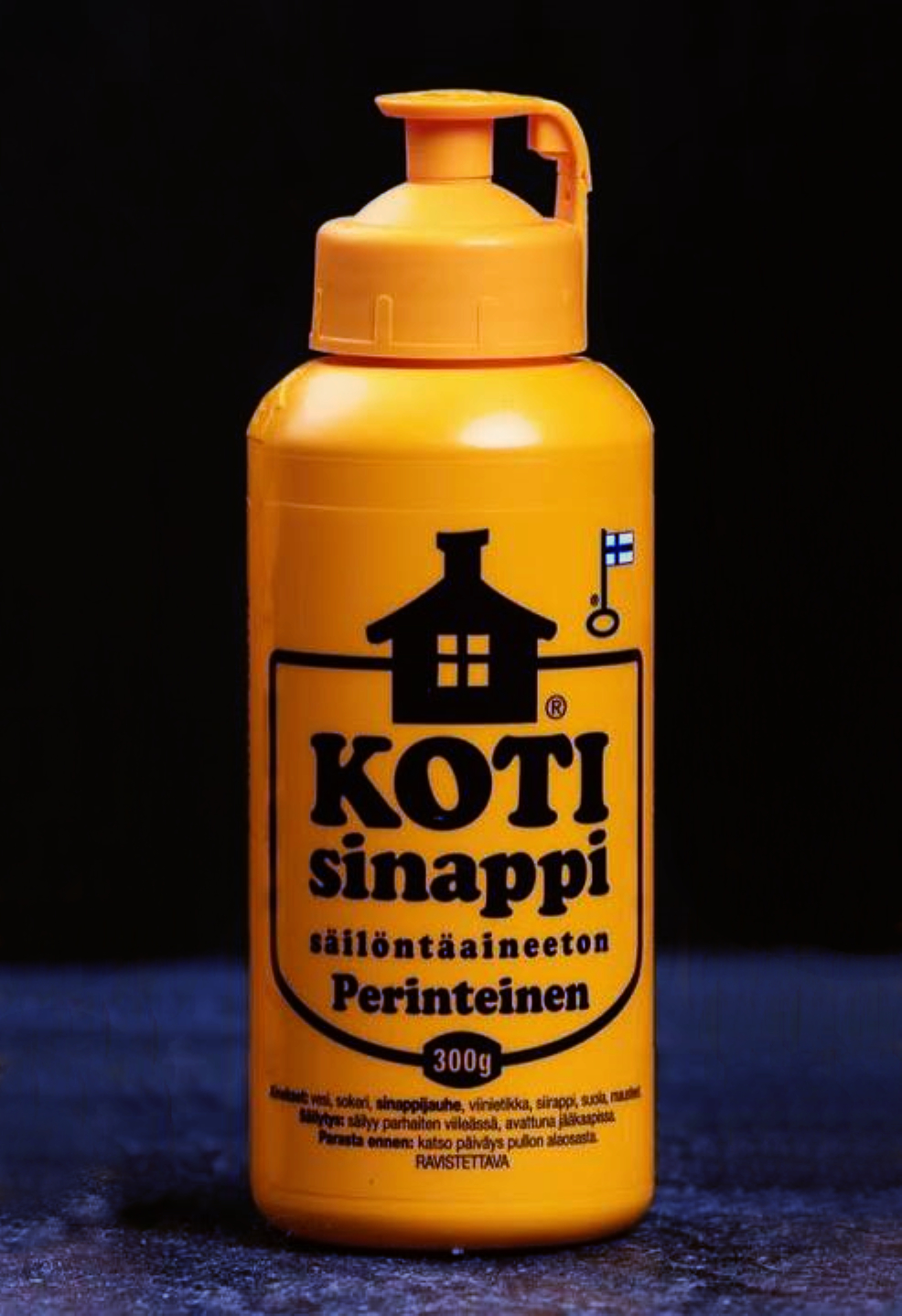
En flaska Kotisinappi ("hem senap"), en finsk senap.

Det finns regionala skillnader i svensk senap, exempelvis är den skånska grövre och mörkare, och i Östergötland föredrar man den slät, stark och söt. Internationellt finns en lång rad av speciellt smaksatta senaper, var och en med en speciell karaktär.
- Svensk senap
  - Skånsk senap
- Fransk senap
  - Dijonsenap
- Engelsk senap

Senap säljs i många länder av tradition i glasburkar, särskilt om det rör sig om särpräglade sorter, men den vanligaste konsumentförpackningen är en mjuk plastflaska. Senap säljs även i tub och burk. Restauranger och gatukök köper vanligen senap (och ketchup) i stora plastflaskor som hängs i en ställning för smidig portionering.

## Senap som färg
- Med senapsgul avses en vanligen varm mörk gul till gulbrun färg.